# Murdered Love
Murdered Love es el octavo álbum de estudio de P.O.D. publicado el 10 de julio de 2012. Es el sucesor de When Angels & Serpents Dance y se reunieron con un viejo conocido de la banda Howard Benson, que también produjo a la banda en los álbumes The Fundamental Elements of Southtown y Satellite. Antes del lanzamiento oficial del álbum, tres canciones fueron puestos a disposición para su descarga, dos de las cuales, una versión demo de "On Fire" y "Eyez" para su descarga gratuita en el sitio web de la banda. El primer sencillo "Lost in Forever (Scream)" llegó al número 12 en las listas de rock convencionales, nº 1 en Active Rock y nº 1 en Christian Rock.
El video musical fue lanzado el 14 de mayo de 2012 y desde entonces ha recibido más de dos millones visitas.

## Lista de canciones
Todas las letras escritas por Sonny Sandoval, toda la música compuesta por P.O.D.. 
| N.º | Título                                                 | Duración |  |
| 1.  | «Eyez» (con Jamey Jasta de Hatebreed)                  | 2:47     |  |
| 2.  | «Murdered Love» (con Sick Jacken de Psycho Realm)      | 3:45     |  |
| 3.  | «Higher»                                               | 3:22     |  |
| 4.  | «Lost in Forever»                                      | 4:06     |  |
| 5.  | «West Coast Rock Steady» (con Sen Dog de Cypress Hill) | 3:05     |  |
| 6.  | «Beautiful»                                            | 3:53     |  |
| 7.  | «Babylon the Murderer»                                 | 4:19     |  |
| 8.  | «On Fire»                                              | 3:44     |  |
| 9.  | «Bad Boy»                                              | 3:18     |  |
| 10. | «Panic & Run»                                          | 3:16     |  |
| 11. | «I Am»                                                 | 5:10     |  |

| Exclusivo para Japón |              |          |  |
| N.º                  | Título       | Duración |  |
| 12.                  | «Find a Way» | 2:53     |  |

| Exclusivo para iTunes |                                                          |          |  |
| N.º                   | Título                                                   | Duración |  |
| 12.                   | «Lost in Forever (Scream)» (video musical)               | 4:19     |  |
| 13.                   | «Lost in Forever (Scream)» (detrás de escenas del video) | 3:58     |  |

## Personal
- Sonny Sandoval - voz líder
- Wuv Bernardo -  batería, instrumento de percusión, guitarra rítmica, coros
- Traa Daniels - bajo eléctrico, coros
- Marcos Curiel - guitarra, glockenspiel, programación, coros